# Quintus Atrius
Quintus Atrius war ein im 1. Jahrhundert v. Chr. lebender römischer Militär, der 54 v. Chr. am zweiten Britannienfeldzug Caesars teilnahm.
Nach der Landung der römischen Flotte an der britannischen Küste wurde Quintus Atrius von Caesar beauftragt, mit zehn Kohorten und 300 Reitern die an einem sanft ansteigenden offenen Strandabschnitt vor Anker liegenden Schiffe zu bewachen, während Caesar selbst mit seiner übrigen Streitmacht landeinwärts gegen die Britonen vorrückte und diese aus einer in Wäldern gelegenen Verschanzung vertrieb. In der folgenden Nacht zog ein schwerer Sturm zahlreiche römische Schiffe in Mitleidenschaft. Quintus Atrius sandte unverzügliche Kavalleristen aus, die Caesar die Nachricht von der Beschädigung seiner Flotte übermittelten. Der große Feldherr musste daraufhin die bereits aufgenommene Verfolgung flüchtiger Feinde abbrechen und kehrte zu seinen Schiffen zurück.
Über die weitere Betätigung von Atrius während der Britannienexpedition liegt keine Überlieferung vor und auch sonst ist von seinem Leben nichts bekannt.